# Stephanophorus diadematus
Stephanophorus diadematus là một loài chim trong họ Thraupidae.